# Gymnopilus subviridis
Gymnopilus subviridis là một loài nấm thuộc họ Cortinariaceae.